# パワーギャングエンタテインメント
パワーギャングエンタテインメントは、東京都新宿区に本社を構える芸能事務所である。
タレントのマネージメントの他に各種企画・制作を行う。
代表者の棟方貴史はかつてテレビ北海道で放送されていた番組『パワーギャング』のプロデューサーを務めており、社名もそれに由来している。

## 所属タレント
- 鮎川穂乃果
- 村瀬綾里子
- 実久